# الأخوان ألباريث كينتيرو
كان الأخوان ألباريث كينتيرو: سيرافين ألفاريث كينتيرو (1871–1938) وخواكين ألفاريث كينتيرو (1873–1944) يعملان معًا ككاتبي مسرح وشاعرين إسبانيين.

## السيرة الذاتية

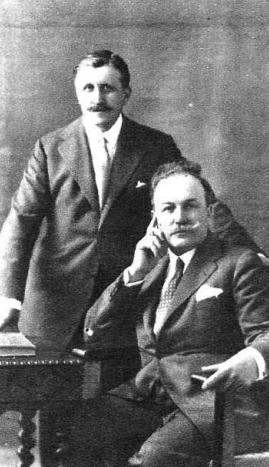
الاخوان ألباريث كينتيرو

وُلِد كلاهما في بلدة أطريرة التابعة لإقليم إشبيلية — وُلد سيرابين في 26 مارس 1871، وخواكين في 20 يناير 1873 —، ثم استقرّا في مدينة إشبيلية، حيث عاشا لفترة طويلة موظفَين في وزارة المالية، في الوقت الذي كانا يساهمان فيه بعدد من المنشورات، مثل "الشيطان الأعرج" (El Diablo Cojuelo). وقد بدأا تدريجيًا في التفرغ الكامل للكتابة المسرحية.

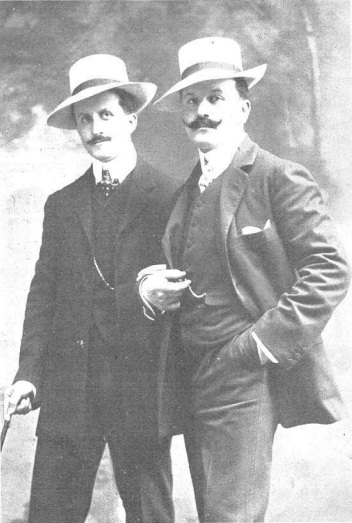
الأخوان ألباريث مٌصوران بواسطة كاولاك

كان أول ظهور لهما كمؤلفَين في عام 1888 من خلال مسرحية المبارزة والحب (Esgrima y amor) على خشبة مسرح ثربانتس. وقد دفعهما نجاح هذه الكوميديا إلى الانتقال إلى مدريد، حيث قدّما، بدءًا من عام 1889، عددًا من الساينيتات الغنائية (وهي مشاهد مسرحية قصيرة) و"اللعب الكوميدية" (juguetes cómicos) التي لاقت رواجًا واسعًا، مما رسّخ مكانتهما في الوسط المسرحي. ومن بين هذه الأعمال: خيلتو (Gilito, 1889)، بيض وسود (Blancas y negras, 1892)، نصف البرتقالة (La media naranja, 1894)، الظل الطيب (La buena sombra, 1895)، النافذة المشبكة (La reja, 1897)، بدلة الأضواء (El traje de luces, 1898)، والفناء (El patio, 1900). تعاون الأخوان في تأليف جميع أعمالهما المسرحية، وكان كلاهما عضوًا في الأكاديمية الملكية الإسبانية.
حقّق الأخوان أول نجاح مدوٍّ لهما في عام 1897 من خلال مسرحية الابن المدلّل (El ojito derecho). وتوالت بعد ذلك النجاحات، من أبرزها: الزهور (Las flores, 1901)، العبقري المرح (El genio alegre, 1906)، مالبالوكا (Malvaloca, 1912)، بوبلا دي لاس موخيريس (Puebla de las mujeres, 1912)، لاس دي كاين (Las de Caín, 1908)، ولاحقًا ماريكيا الزلزلة (Mariquilla Terremoto, 1930).
وقد مُنِحا لقب "أبناء أطريرة وإشبيلية البارّين"، و"الأبناء المفضلين" لمدينتَي مالقة وسرقسطة. وقد تُرجِمت أعمالهما إلى عدّة لغات،[بحاجة إلى مصدر] ومُثّلت في أماكن بعيدة، من بينها مسرح كولون في بوينس آيرس، حيث قدّمت فرقة غيرّيرو-ميندوثا عددًا من أعمالهما عند تأسيس ذلك المسرح. كما نالا العديد من التكريمات، من أبرزها احتفال شهير أُقيم في مدريد خلال عشرينيات القرن الماضي، شارك فيه نخبة من الوسط المسرحي الإسباني.
اعتُقل الأخوان في بداية الحرب الأهلية الإسبانية من قِبل الجمهوريين، وأودِعا في سجن الجمهورية بمدينة إل إسكوريال. وقد تُوفِّي الاثنان في مدريد؛ إذ توفّي سيرابين وفاةً طبيعية في 12 أبريل 1938، وكان من الضروري أن يتدخّل ميلتشور رودريغيث للسماح لأخته بأن تضع صليب على نعشه، تلبيةً لرغبته الأخيرة، وهو أمر كان ممنوعًا آنذاك من قِبل الميليشيات في دار الجنائز. أمّا خواكين، فتوفّي لاحقًا في 14 يونيو 1944. وتُوارى رفات الأخوين في مقبرة سان خوستو بالعاصمة مدريد.

## أعمالهما
وعلى الرغم من أن الأخوين ألفاريث كينتيرو لم يكتبا الكوميديا وحدها، إذ قدّما أيضًا أعمالًا في أنواع أدبية متعدّدة، من بينها المسرحيات الدرامية مثل فورتوناتو، نينا ترويل، موندو موندييو...، الأوفياء، سيقول الله، المفتَرَى عليها، دون خوان، الرجل الطيب، الطبل والجرس، زفاف كينيتا فلوريس، العاشقة، كونتشا الطاهرة، البعوض، نساء آل آبل، ديانا الصيّادة، سبت بلا شمس، زهرة الحياة، هكذا تُكتبُ التاريخ، حبٌّ وعِشق، المئوية، دونا كلارينيس، فبراير المجنون، بيت غارسيا، القافية الخالدة، الماعز الشاردة، عفاريت إشبيلية، ريح عاصفة (1944) وغيرها؛ إضافةً إلى الساينيتات مثل صباح مشمس (Mañana de sol, 1905)، والليبريتو الخاص بالأوبريت الإسباني (الزارثويلا) مثل الملكة المورا (La reina mora, 1903)، إلى جانب عدد كبير من المشاهد الكوميدية القصيرة — فإنّ ما رسّخ حضورهما في الذاكرة الأدبية هو موهبتهما الكبيرة في الكتابة الكوميدية.
كتب الأخوان ما يقرب من مئتي عمل مسرحي، نال بعضها جوائز مرموقة، مثل مسرحية المدانون بالأغلال (Los Galeotes)، التي حصلت على جائزة الأكاديمية الملكية الإسبانية كأفضل كوميديا في عامها. وكانت آخر أعمالهما المشتركة أوبريت لا خيراندا (La Giralda)، من تلحين خوسيه باديّا.

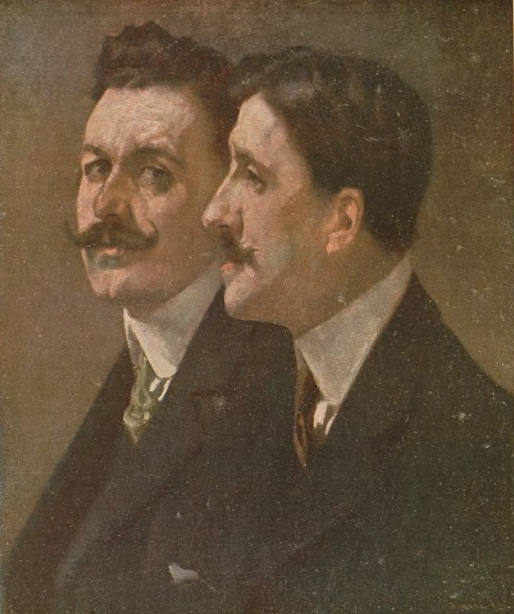
سيرابين وخواكين ألفاريث كوينتيرو، لوحة زيتية من عمل إميليو سالا

تتميّز العديد من أعمالهما بالطابع الشعبي ("الكوستومبريستا")، حيث تصف طبيعة أهل أندلوثيا، مسقط رأسيهما، ولكنها تتجنب تقديم رؤية قاتمة أو مزرية للمشكلات الاجتماعية. فالأندلس التي يصورانها هي أندلس الضوء والألوان الزاهية؛ وتعبّر أعمالهما عن إيديولوجيا تقليدية.
وفقًا لفرانثيسكو رويث رامون في كتابه "تاريخ المسرح الإسباني في القرن العشرين" (كاتيدرا، 1995)، فإن "الافتراضات الأساسية لهذا المسرح تقوم على واقعية طبيعية ساذجة".
أما لغة أعمالهما فهي إسبانية فصيحة وأنيقة، مصفّاة من خلال اللكنة الصوتية للهجة الأندلسية؛ ونكاتهما دقيقة وذات ذوق رفيع، دون أن تصل إلى الابتذال أو السطحية، مما أتاح لهما تجميل وإضفاء طابع مثالي على نوع المسرح الصغير ("الجنيرو تشيكو"). وتكثر في أعمالهما الظرافة والبهجة، مع وجود طاقة كوميدية حقيقية.

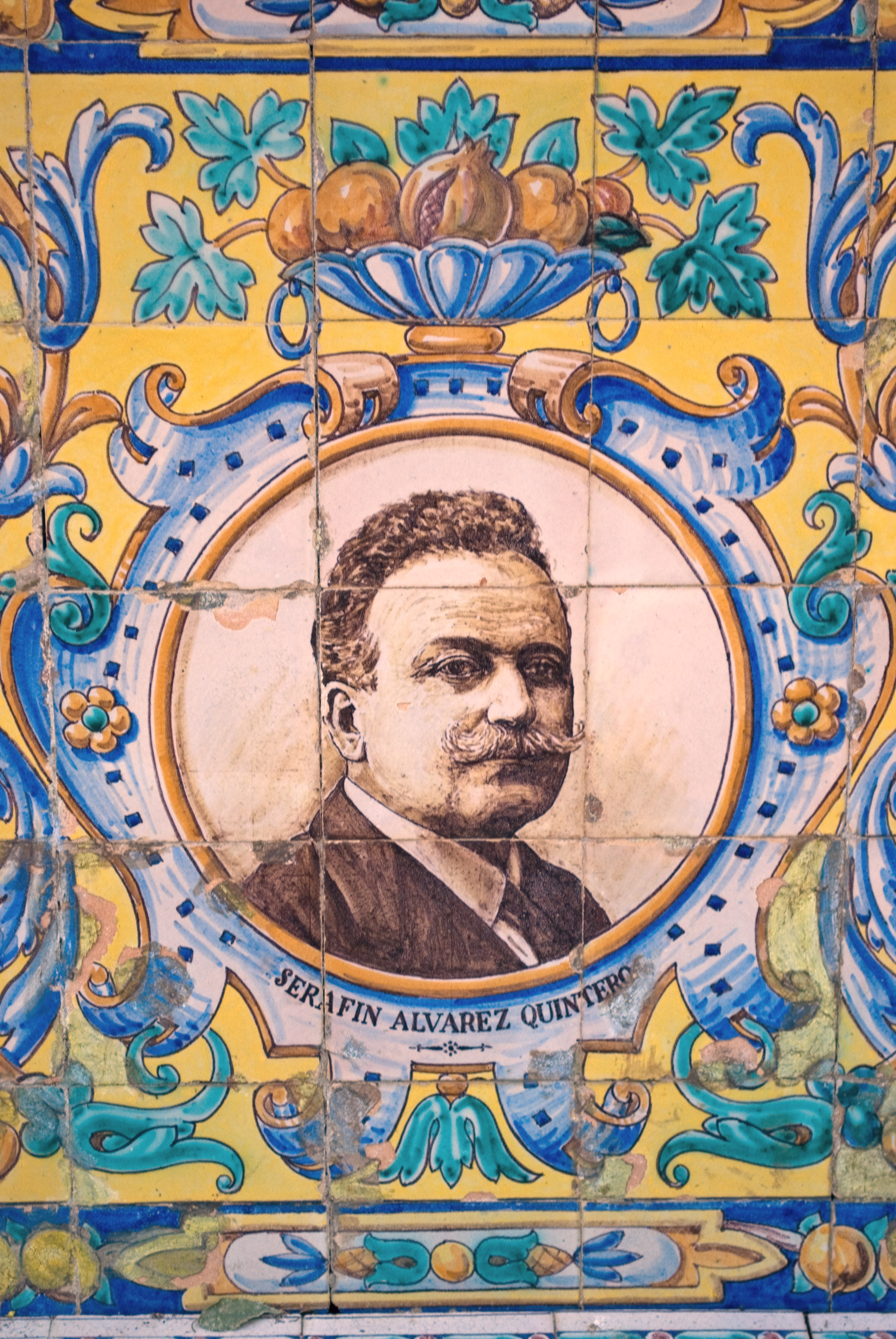
تمثال لسيرابين ألفاريث كوينتيرو في ساحة الأخوين ألفاريث كوينتيرو، الواقعة في حديقة ماريا لويس في إشبيلية

يُعتبر الأخوان ألباريث كينتيرو من أساتذة الحوار المسرحي، الذي يتسم دومًا بالحيوية والمرح. ولهذا السبب، استُفيد من فنّهما في ثلاثينيات القرن العشرين في السينما، حيث كتبا عدداً من السيناريوهات لأفلام النجمة الأسطورية إسترييا كاسترو.
دراميًا، لم يقدّما أي تجديد جوهري من الناحية التقنية أو الهيكلية، لكنهما نقّحا الخصوصية الأندلسية في أعمالهما، بطريقة مشابهة لما فعله كارلوس أرنيتشيس مع الخصوصية المدريدية. ومع ذلك، لم يتجاوز نقدهما الاجتماعي حدود العطفية والدراما الميلو درامية؛ حيث تتسم أعمالهما بالكوميديا البرجوازية التي تقدم رؤية مثالية وودودة لأندلوثيا، تهدف إلى عدم إثارة القلق لدى الجمهور العام. فرح الحياة يغمر أي بادرة صراع درامي.
إن هذه الفرحة بالحياة هي التي أنقذت مسرح الأخوين كينتيرو من الانتقادات اللاذعة التي وُجّهت له من قِبل نقاد مثل رامون بيريث دي أَيالا، أثورين، ولويس سيرنودا.
نٌشرت مجموع أعمال الأخوين كاملة في مدريد على يد دار فرناندو في وإسباسا-كالبيه، في الفترة من 1918 إلى 1947، في اثنين وأربعين مجلداً.
وقد أصبحت أعمالهما في الملكية العامة عام 2025، وهي الآن متاحة بشكل رقمي على موقع المكتبة الوطنية الإسبانية للتحميل المباشر.

## روابط إضافية
- - JIMÉNEZ FERNÁNDEZ, Rafael: Primeros ensayos de los Álvarez Quintero; en Revista de Humanidades, n.º 15, 2008, pp. 33–59. ISSN: 1130-5029
    - Reproducción, en PDF.

  - Joaquín, en la Biblioteca Virtual Miguel de Cervantes.
  - Serafín, en la Biblioteca Virtual Miguel de Cervantes.
  - ÁLVAREZ QUINTERO, Joaquín y Serafín: Los mosquitos.
    - Representación de la adaptación de Cayetano Luca de Tena, ofrecida por TVE en la emisión del 10 de agosto de 1966 de Estudio 1, con presentación de Alfredo Marqueríe, dirección y realización del adaptador, actuación de José Bódalo, Irene Daina, Antonio Martelo, Julio Arroyo, Rosa L. Goróstegui, Vicente Haro, Almudena Cotos y María José Luján, y recitado de Manuel Dicenta; la presentación, hasta los 3 min. y 30 seg.; la relación del reparto, a partir de los 3 min. y 45 seg.; la función, a partir de los 5 min. y 53 seg.
      - Otra copia.
      - Otra copia.
        - Manuel Dicenta recita el soneto del Acto II de la pieza de Lope de Vega La discreta enamorada.
          - Texto del soneto.
          - Texto del soneto, en Wikisource.